# Ramón Carrillo
Pour les articles homonymes, voir Carrillo.
Ramón Carrillo (Santiago del Estero, Argentine, 1906 ― Belém, Brésil, 1956) était un neurochirurgien, neurobiologiste, médecin, chercheur et professeur d’université argentin. Il fut secrétaire d’État, puis ministre de la Santé de 1946 à 1954.
D’origine modeste, Ramón Carrillo fit des études de médecine, puis se voua à l’enseignement et surtout à la recherche en neurosciences, en Europe et dans son propre pays, faisant des découvertes importantes et rédigeant de nombreux articles. Il dirigea ensuite le service de neurologie à l’hôpital militaire central de Buenos Aires, ce qui le mit en position de faire, en s’appuyant sur les fiches médicales des candidats au service militaire, des observations statistiques de santé publique, notamment relatives aux provinces les plus reculées d’Argentine. Il devint en 1942 titulaire de la chaire de neurochirurgie à l’université de Buenos Aires.
Ayant fait la connaissance de Juan Perón, et séduit par ses idées, il accepta en 1946 le portefeuille nouvellement créé de ministre de la Santé. À ce titre, il fut un promoteur des politiques de santé publique et de la médecine préventive. Il fit construire un grand nombre d’hôpitaux publics, mena des campagnes vigoureuses (et efficaces) contre les maladies endémiques, et réussit à améliorer plusieurs indicateurs de santé publique, tels que la mortalité infantile, le pronostic de la tuberculose, etc. Cependant, insatisfait de l’état d’esprit régnant dans l’administration péroniste, il préféra donner sa démission en 1954. Le putsch militaire de 1955, qui renversa Perón, le surprit au Brésil ; diffamé par le nouveau pouvoir, proscrit, dépouillé de ses biens, il succomba à l’âge de 50 ans, faute de soins adéquats, à la grave hypertension dont il souffrait depuis de longues années, mais non sans avoir encore rédigé plusieurs ouvrages d’anthropologie philosophique. Ses mérites seront dûment reconnus par les autorités argentines à partir de la décennie 2000.

## Biographie
Né à Santiago del Estero, dans le nord-ouest de l’Argentine, Ramón Carrillo entreprit, après avoir accompli son cursus secondaire dans sa ville natale, des études de médecine à l’université de Buenos Aires, où il suivit notamment les cours de Christfried (ou Christofredo) Jakob, et obtint en 1929 son titre de médecin en même temps que la médaille d’or décernée au meilleur étudiant de la promotion.
Encore étudiant, il avait déjà manifesté une prédilection pour la neurologie et la neurochirurgie et devint le collaborateur du Dr Manuel Balado, ancien étudiant de la Mayo Clinic et éminent neurochirurgien de l’époque, sous l’égide duquel il réalisa ses premiers travaux scientifiques et publia ses premiers articles. Son titre en poche, il embrassa définitivement ces domaines de spécialité et se rendit, à la faveur d’une bourse universitaire, en Europe pour se perfectionner, travaillant et faisant des recherches dans les meilleurs laboratoires européens de neurosciences de l’entre-deux-guerres, notamment ceux de Cornelius Ubbo Ariëns Kappers et de Carl Vogt.

### Carrière universitaire et travaux scientifiques
Il retourna à Buenos Aires au milieu des années 1930, en pleine Décennie infâme, nom donné en Argentine à cette période de l’histoire argentine décrite par Marcos A. Ordóñez comme « un pillage et une destruction systématiques subis par la patrie, tout au long d’une période caractérisée par une profonde décadence morale de la classe dirigeante, où se sont imposés la corruption, la compromission, l’aliénation du patrimoine national et l’appauvrissement d’une grande majorité de la population ».
Désillusionné par la démocratie libérale, et rejetant expressément tant l’alternative fasciste que staliniste, mais également les propositions culturelles anglo-américaines, Carrillo adhéra à la pensée nationaliste alors naissante en Argentine et compléta sa formation scientifique d’une éducation politique et culturelle, se liant d’amitié avec son ancien camarade d’école primaire Homero Manzi, et avec d’autres personnalités telles qu’Arturo Jauretche, Raúl Scalabrini Ortiz ou que les auteurs de théâtre et de tango Armando Discépolo et Enrique Santos Discépolo, hérauts de la culture et des nouvelles idées nationales. Parallèlement, il entretint d’étroites relations universitaires avec des représentants de la dénommée école neurobiologique germano-argentine, parmi lesquels son ancien professeur Christfried Jakob et deux grandes figures des sciences neuropsychiatriques en Argentine, les docteurs José Borda et Braulio Moyano, alors actifs dans les hôpitaux Hospicio de la Mercedes et Hospital de Alienadas, ultérieurement rebaptisés respectivement Hospital José T. Borda et Hospital Braulio Moyano.
Carrillo restera célibataire, subvenant aux besoins de sa mère et de ses dix jeunes frères et sœurs. En 1937, il fut frappé d’une maladie aiguë, qui s’accompagna d’une forte fièvre et lui laissa comme séquelles une hypertension chronique et des migraines d’intensité croissante. Il surmonta cet épisode grâce aux soins du médecin et intellectuel Salomón Chichilnisky, qui avait autrefois travaillé comme débardeur dans le port de Buenos Aires pour entretenir ses parents et sa fratrie et qui, en dépit de ces vicissitudes, était devenu professeur titulaire de neurologie. Les deux hommes nouèrent une étroite amitié et devinrent bientôt collègues. Plus tard, Chichilnisky, au titre de secrétaire d’État à la santé, offrira à Carrillo son aide précieuse dans les efforts de celui-ci pour ériger de nombreux hôpitaux publics et gratuits, mais mourra dans l’un d’eux peu de temps après.
Entre 1930 et 1945, Carrillo apporta des contributions importantes en matière de recherche sur les cellules gliales, en particulier sur la manière de les colorer et de les observer sous le microscope, et sur leur origine évolutionnaire (phylogénie), ainsi qu’en matière d’anatomie comparée du cerveau à travers les différentes classes de vertébrés. Il mit aussi au point de nouvelles techniques diagnostiques en neurologie : il affina la ventriculographie à produit de contraste iodé, appelée iodoventriculographie, et sut y identifier les signes de plusieurs maladies. Il développa la tomographie, qui, faute de moyens électroniques, ne se prêta pas encore au traitement informatique, mais apparaît comme un précurseur de ce qui sera connu plus tard comme la tomodensitométrie ; il s’appliqua d’autre part à la combiner avec l’électroencéphalographie, donnant naissance à la tomo-encephalographie.
Carrillo se voua également à la recherche sur les hernies cérébrales s’engageant dans les sinus veineux, et sur les syndromes survenant à la suite d’une contusion cérébrale. Il découvrit ce qui sera dénommé ensuite la maladie de Carrillo, à savoir la papillite aiguë, et décrivit en détail la sclérose cérébrale, effectuant dans ce cadre nombre de transplantations cérébrales chez des lapins vivants. Il révisa la classification histologique des tumeurs cérébrales et étudia l’arachnoïdite, c’est-à-dire l’inflammation de l’enveloppe cérébrale interne, l’arachnoïde. Il proposa une classification des maladies mentales, qui, précurseur du DSM, sera largement utilisée. 
Durant ces années, Carrillo se voua exclusivement à ses tâches d’enseignement et de recherche, jusqu’à ce qu’il accepta en 1939 de devenir chef du service de neurologie et neurochirurgie à l’hôpital militaire central Cirujano Mayor Dr. Cosme Argerich à Buenos Aires. Ce poste lui permettra d’acquérir une connaissance approfondie de l’état réel de la santé publique en Argentine, état réel qui, à l’image de sa propre province d’origine, traduisait le délaissement de la population d’une grande partie des campagnes. Il put prendre connaissance des dossiers médicaux de tous les jeunes hommes appelés sous les drapeaux, et prit conscience de la haute prévalence de maladies liées à la pauvreté, plus particulièrement chez les recrues des provinces les plus reculées. Par une étude statistique, il démontra que le pays ne disposait que de 45 % du nombre nécessaire de lits d’hôpital, ceux-ci étant de surcroît répartis de manière inégale sur le territoire. Ce constat, mettant au jour l’état d’arriération où se trouvait une grande partie de l’intérieur argentin, venait du reste confirmer les souvenirs et images qu’il avait gardés de sa province.
Alors qu’il avait dû jusque là remplir deux emplois ― bien que célibataire, il avait charge de sa mère et de dix frères et sœurs plus jeunes, et mettait tous ses soins à ce que chacun eût une formation professionnelle ―, il fut nommé en 1942, à l’âge de 36 ans, en dépit de l’opposition de ses collègues conservateurs, titulaire de la chaire de neurochirurgie à la faculté de médecine de l’université de Buenos Aires. Parmi les médecins argentins de premier plan qu’il lui fut alors donné de former, on relève les noms de Germán Dickmann, Raúl Matera, D. E. Nijensohn, Raúl Carrea, Fernando Knesevich, Lorenzo Amezúa, Jorge Cohen, Jacobo et Leon Zimman, Rogelio Driollet Laspiur, Juan C. Christensen, et Alberto D. Kaplan.
Carrillo était à l’apogée de sa carrière médicale lorsqu’il fit la connaissance du colonel Juan Domingo Perón, alors hospitalisé à l’Hôpital militaire central, et eut avec lui de longues conversations. Le colonel Perón jouissait à ce moment, en sa qualité de ministre du Travail, d’une influence croissante dans le gouvernement militaire nationaliste issu du coup d’État de 1943, et réussit à persuader Carrillo de l’aider à mettre en place une politique de santé publique. Carrillo, à présent âgé de 39 ans, occupa brièvement le poste de doyen de la faculté de médecine, où il fut amené à intervenir comme médiateur dans un conflit universitaire virulent, fortement politisé entre droite et gauche, conflit qui finit par le contraindre à quitter son poste à la faculté.

### Action en tant que ministre de la Santé publique
En février 1946, le colonel Perón, une fois élu (par voie démocratique) président de la nation argentine, nomma Carrillo à la tête du secrétariat d’État à la Santé publique ; après que le président Perón eut élevé ce département au rang de ministère à part entière ― le ministère de la Santé publique et de l’Assistance sociale ―, Ramón Carrillo devint le 11 mars 1949 le premier en date des ministres de la Santé de l’Argentine.
Carrillo choisit pour ses assistants des personnalités éminentes de la médecine argentine, telles que Salomón Chichilnisky, le neurologue Braulio Moyano, et son propre frère, Santiago Carrillo, qui avait longuement travaillé aux côtés de Moyano à l’hôpital Borda. Chichilnisky en particulier, son ancien collègue à l’université de Buenos Aires, devenu secrétaire à la Santé début 1950, aida le ministre Carrillo à permettre la création de centaines d’hôpitaux publics en Argentine. Il souhaita en outre se faire assister de Braulio Moyano, son ami et ancien camarade de faculté, et l’un des meilleurs disciples de Christofredo Jakob ; toutefois Moyano, ne se sentant pas apte à servir la société dans un pareil rôle, préféra poursuivre sa carrière de scientifique. L’épouse de Perón, Eva, coordonna son action sociale avec celle de Carrillo et concourut par les fonds de sa Fondation Eva Perón à consolider son œuvre technique et ses initiatives ministérielles.
Son mandat sera marqué par des avancées en matière de santé publique dont il n’est pas d’autre exemple en Argentine. Il accrut le nombre de lits d’hôpital dans le pays, de 66 300 en 1946 à 132 000 en 1954. Il parvint à éradiquer, en l’espace de seulement deux années, des maladies endémiques telles que la malaria, au moyen de campagnes très énergiques contre les vecteurs de transmission. La syphilis ainsi que d’autres maladies sexuellement transmissibles avaient pratiquement disparu. Il fit construire 234 hôpitaux et policliniques publics gratuits, abaissa le taux de mortalité de la tuberculose de 130 à 36 pour 100 000, mit fin aux épidémies de typhus et de brucellose, et obtint une baisse spectaculaire de la mortalité infantile, de 90 à 56 par mille naissances vivantes. Il fut également à l’origine de EMESTA (Especialidades Medicinales del Estado), premier fabricant national de médicaments, et appuya les laboratoires nationaux par des incitatifs économiques dans le but de rendre les médicaments accessibles à la population entière.
Cependant, c’est à la médecine préventive, à l’organisation hospitalière et au concept de « centralisation normative et décentralisation exécutive » que Carrillo ministre de la Santé accordait la priorité. Sa conception de la décentralisation n’avait rien en commun avec celle inspirée par des impératifs économiques de marché. S’étant mis en contact épistolaire avec Norbert Wiener, le créateur de la cybernétique, Carrillo, appliquant cette nouvelle science à l’art de gouverner, sous la dénomination de « cybernologie » (cibernología), mit en place en 1951 un Instituto de Cibernología (en fait, de planification stratégique). Il conclut un partenariat avec les chemins de fer argentins afin de créer un « Train de santé » équipé de cliniques mobiles et d’atteindre ainsi les régions les plus écartées et les plus appauvries du pays. Ce service, mis à l’arrêt après la destitution de Perón, fut rétabli en 2003 sous le nom de Tren Sanitario Ramón Carrillo, et parcourut plus de 33 000 km dans la décennie suivant sa réintroduction par le président Néstor Kirchner. 
Carrillo bénéficia de l’appui tant du président Perón que de la puissante Fondation Eva Perón ; mais, bientôt désillusionné par ce qu’il percevait comme de la complaisance et comme du carriérisme au sein d’une grande partie de l’administration péroniste, il préféra remettre sa démission le 23 juillet 1954. Il retourna alors à son état de chercheur universitaire et obtint de Perón une bourse pour aller aux États-Unis visiter les laboratoires Lederle, afin à la fois de faire acquisition de nouveaux antibiotiques pour le compte du ministère de la Santé et de chercher un traitement spécialisé de son hypertension, qui tendait à s’aggraver. Ayant fait escale au Brésil pour y participer à un cycle de conférences, son voyage de retour fut interrompu par l’annonce que le président Perón avait été renversé par le coup d’État du 16 septembre 1955.

### Exil et mort

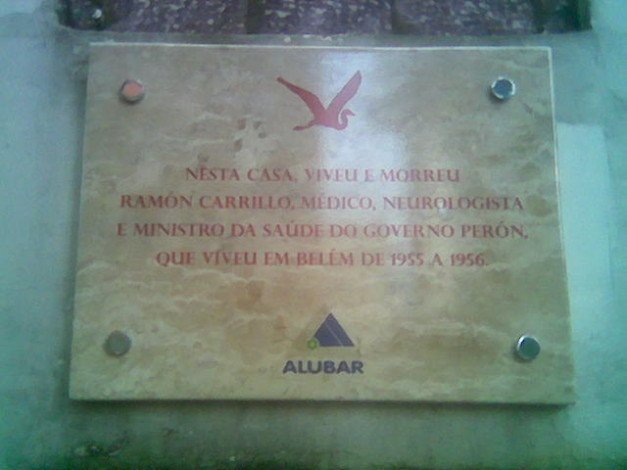
Plaque commémorative apposée sur la façade de la maison où vécut Ramón Carrillo à Belém, dans le nord du Brésil.

L’installation au pouvoir de la dictature militaire dite Révolution libératrice força Carrillo à rester en exil hors de son pays. Proscrit et gravement malade par l’effet d’une hypertension mal traitée, Carrillo fera après le putsch l’objet de persécutions politiques ; tandis qu’il était accusé de péronisme, ses livres et tableaux furent confisqués à Buenos Aires et deux des départements qu’il avait dirigés furent fermés ; le nouveau pouvoir argentin de facto de Pedro Eugenio Aramburu alla jusqu’à adresser une protestation officielle au gouvernement brésilien au motif que celui-ci avait dispensé des soins médicaux à Carrillo. Nonobstant ces circonstances, il rédigera cette même année plusieurs ouvrages de philosophie politique et d’anthropologie philosophique. 
Carrillo mourut dans la pauvreté à Belém, dans la nord du Brésil, le 20 décembre 1956, à l’âge de 50 ans.
Marcos A. Ordóñez, auteur d’un article biographique, écrivit :

« Il mourut le 20 décembre 1956, à l’âge de 50 ans, pauvre, malade et exilé à Belém do Pará, ville du nord du Brésil, où il recevait de l’argent par la poste de son ami Salomón Chichilnisky, exactement comme San Martín de la part de son ami Aguado… Peut-être pensa-t-il, comme le fit le grand libertador Simón Bolívar, qu’il avait labouré la mer… Peut-être l’une de ses phrases les plus célèbres nous indique-t-elle que son œuvre est restée inachevée : "Face aux maladies qu’engendre la misère, face à la tristesse, l’angoisse et l’infortune sociale des peuples, les microbes, comme causes de maladie, ne sont que de pauvres causes." »

Les grandes structures hospitalières qu’il avait commencé à édifier durant son mandat furent délaissées après le renversement de Juan Perón et resteront inachevées, voire, pour beaucoup d’entre elles, seront vouées à la démolition ou abandonnées, car associées au péronisme, à l’exemple de l’hôpital El Elefante Blanco, complexe hospitalier pour enfants ultramoderne, appelé à devenir le plus grand hôpital de toute l’Amérique latine, mais dont les travaux, pourtant déjà fort avancés, furent interrompus par la dictature d’Aramburu. L’extension de l’hôpital Borda connut un sort semblable, restant inutilisée jusqu’en 2004, pour être finalement détruite. Carrillo laissa en outre, à l’usage de différents hôpitaux, nombre de grands squelettes, inachevés, mais qu’après le coup d’État on mit au rebut, jusqu’en 2004.

## Postérité
La figure et l’œuvre de Ramón Carrillo, diffamé par le régime d’Aramburu comme « voleur d’essence », seront, jusqu’à l’avènement de la brève troisième présidence de Perón (1973-1974), totalement occultées. Plus tard, le tribut de reconnaissance lui sera dûment rendu — encore que seulement au titre d’architecte et exécuteur d’un plan sanitaire soigneusement conçu et mis en œuvre —, et de nombreux hôpitaux et institutions de santé publique en Argentine seront baptisés à son nom. D’aucuns ont voulu expliquer le fait que son parcours et ses idées sont restés par la suite généralement méconnus (abstraction faite de ses apports à la recherche neurobiologique) par le malaise que son exemple suscitait chez les politiciens moins compétents. 
En 2005, son frère Arturo Carrillo, souffrant toujours de privations, sans subvention officielle aucune, rédigea une biographie intitulée Ramón Carrillo, el hombre, el médico y el sanitarista, où il expose toute l’ampleur de ses réalisations et de ses sacrifices. Le professeur Daniel Chiarenza publia également une biographie de Carrillo, El Olvidado de Belém, parue en 2005. Par le décret n°1558, daté du 9 décembre 2005, le gouvernement argentin proclama l’année 2006 tout entière « Année d’hommage à Ramón Carrillo ».
De nombreux auteurs s’accordent à dire que l’héritage le plus important de  Ramón Carrillo est constitué des idées, principes et motifs sous-jacents qui déterminèrent ses actions et qu’expriment notamment les deux siennes déclarations suivantes :

« Les problèmes de la médecine comme compétence de l’État ne peuvent se résoudre si la politique sanitaire n’est pas épaulée par une politique sociale. De la même façon qu’il ne peut y avoir une politique sociale sans une économie qui soit organisée au bénéfice de la majorité. »

« Les conquêtes scientifiques dans le domaine de la santé ne servent que si elles sont accessibles au peuple. »

## Sources
- La revue Electroneurobiología, détenue par l’État argentin, publiée par l’hôpital Borda de Buenos Aires, et à la rédaction de laquelle eut part Ramón Carrillo, a publié sur celui-ci un ensemble d’articles en ligne, complétés de quelques chapitres de la biographie écrite par son frère, de fichiers son, et de nombreuses photographies. Tout le matériau, écrit, graphique ou sonore, sont en reproduction libre moyennant mention de la source et de son adresse électronique : http://electroneubio.secyt.gov.ar/.

Le présent article incorpore des éléments tirés des articles de Mario Crocco et de Marcos A. Ordóñez, originellement parus dans Electroneurobiología 2004; 12 (2), p. 144– 147, et de Electroneurobiología 2006; 14 (1), p. 173–179 , pour libre consultation et distribution.